# Календюк, Иван Хрисанфович
Иван Хрисанфович Календюк (1922—1995) — Гвардии лейтенант Советской Армии, участник Великой Отечественной войны, Герой Советского Союза (1944).

## Биография
Иван Календюк родился 1 января 1922 года в селе Грищинцы (ныне — Черкасской области Украины). В 1941 году он окончил сельскохозяйственный техникум в городе Бобринец Кировоградской области Украинской ССР. 30 июня того же года Календюк был призван на службу Бобринецким райвоенкоматом Кировоградской области в Рабоче-крестьянскую Красную Армию. С 14 августа 1942 года — на фронтах Великой Отечественной войны. 19 сентября 1942 года во время боевых действий на Сталинградском фронте был легко ранен. К марту 1944 года гвардии старший сержант Иван Календюк командовал бронетранспортёром разведроты 20-й гвардейской механизированной бригады 8-го гвардейского механизированного корпуса 1-й танковой армии 1-го Украинского фронта. Отличился во время освобождения Тернопольской области Украинской ССР.
24 марта 1944 года у села Козовка Календюк разгромил немецкий обоз из 45 подвод, уничтожив 2 бронетранспортёра, 1 артиллерийское орудие и около взвода немецкой пехоты, захватив большие трофеи. Под массированным вражеским огнём он с группой бойцов вплавь переправился через Днестр в районе села Устечко, уничтожив 2 пулемёта и 1 противотанковое орудие, что позволило роте беспрепятственно и без потерь форсировать Днестр.
Указом Президиума Верховного Совета СССР от 26 апреля 1944 года за «образцовое выполнение боевых заданий командования на фронте борьбы с немецкими захватчиками и проявленные при этом мужество и героизм» гвардии старший сержант Иван Календюк был удостоен высокого звания Героя Советского Союза с вручением ордена Ленина и медали «Золотая Звезда» за номером 2416.
В 1947 году в звании гвардии лейтенанта Кадендюк был уволен в запас. В 1950 году вступил в ряды КПСС. В 1953 году он окончил Ленинградский институт прикладной зоологии и физиопатологии, в 1960 году — Высшую партийную школу при ЦК КП Украинской ССР. Проживал в посёлке Александровка Кировоградской области, работал на сахарном комбинате до 1982 года. Скончался 22 апреля 1995 года, по другим данным 26 февраля 1995 года.
Был также награждён орденами Красного Знамени, Отечественной войны 1-й и 2-й степеней, Трудового Красного Знамени, двумя орденами Красной Звезды, рядом медалей.

## Память
Имя Календюка И. Х. высечено на памятных знаках в городе Канев Черкасской области и в селе Устечко Тернопольской области.